# غودالسا

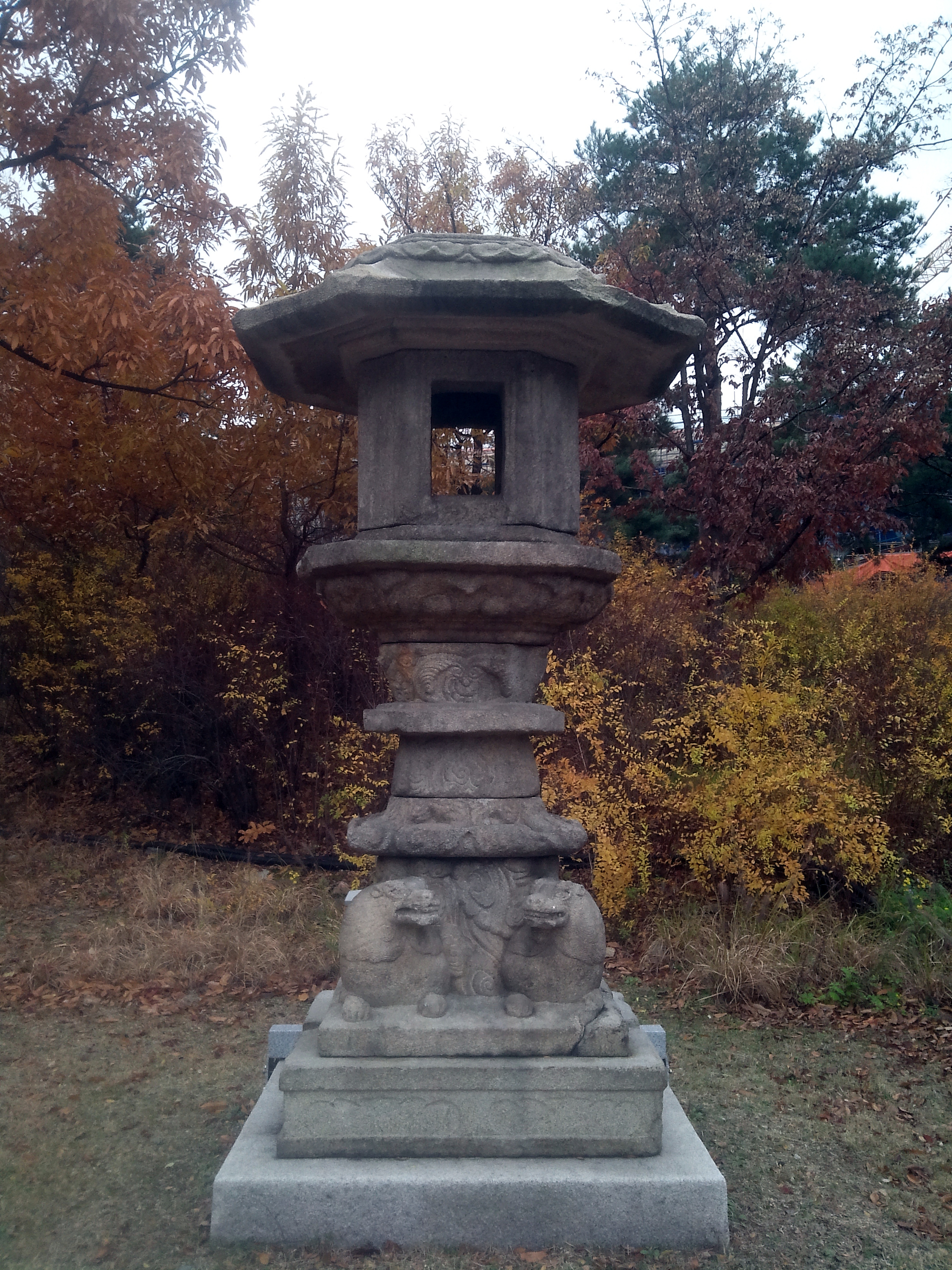

معبد غودال (بالهانغل: 고달사 / بالهانجا: 高達寺) هو معبد قديم يقع في مدينة يوجو في مقاطعة غيونغي في كوريا الجنوبية. الموقع القديم للمعبد سُجل كالموقع التاريخي رقم 382.
المعبد بني في سنة 764 في عهد الملك غيونغدوك ملك سلالة شلا الموحدة الخامس والثلاثين. في السنوات الأولى من عهد غوريو حصل المعبد على حماية شديدة من قبل الملك غوانغجونغ. في الفترة اللاحقة ترك المعبد بدون سجلات تميزه. يُعتقد أن المعبد كان مسيطراً على جميع مساحة القرية في القرن العاشر. الموقع مهم للغاية لأن قرابة ثلاث أو أربع كنوز وطنية تُوجد هنا. الموقع حالياً يقع في مشروع إعادة البناء.

## الأسطورة
تحكي الأسطورة أن معمارياً يدعى غودال أكمل بناء المعبد. خلال العمل أخلص نفسه لإنهاء هذا المشروع بالصلاة دون أن يعرف بوفاة عائلته. بعد إنهاء العمل قرر أن يخلص نفسه للبوذية وأصبح راهباً. لاحقاً جلس غودال وأصبح راهباً بوذياً عظيماً. اسم المعبد يشتق من اسمه.

## الاستكشاف
عثر في سنة 1998 على قرميد مكتوب عليه «معبد غودال» مع العديد من الآثار الأخرى. هذه الآثار عثرت بالقرب من الستوبا والتي تعرف باسم ستوبا غودالسا. كان من الصعب العثور على الأساسات لأن المعبد بني من الخشب. من خلال المشروع اكتشف أن هناك 7 أبنية قديمة وسورين.